# Оранжекват

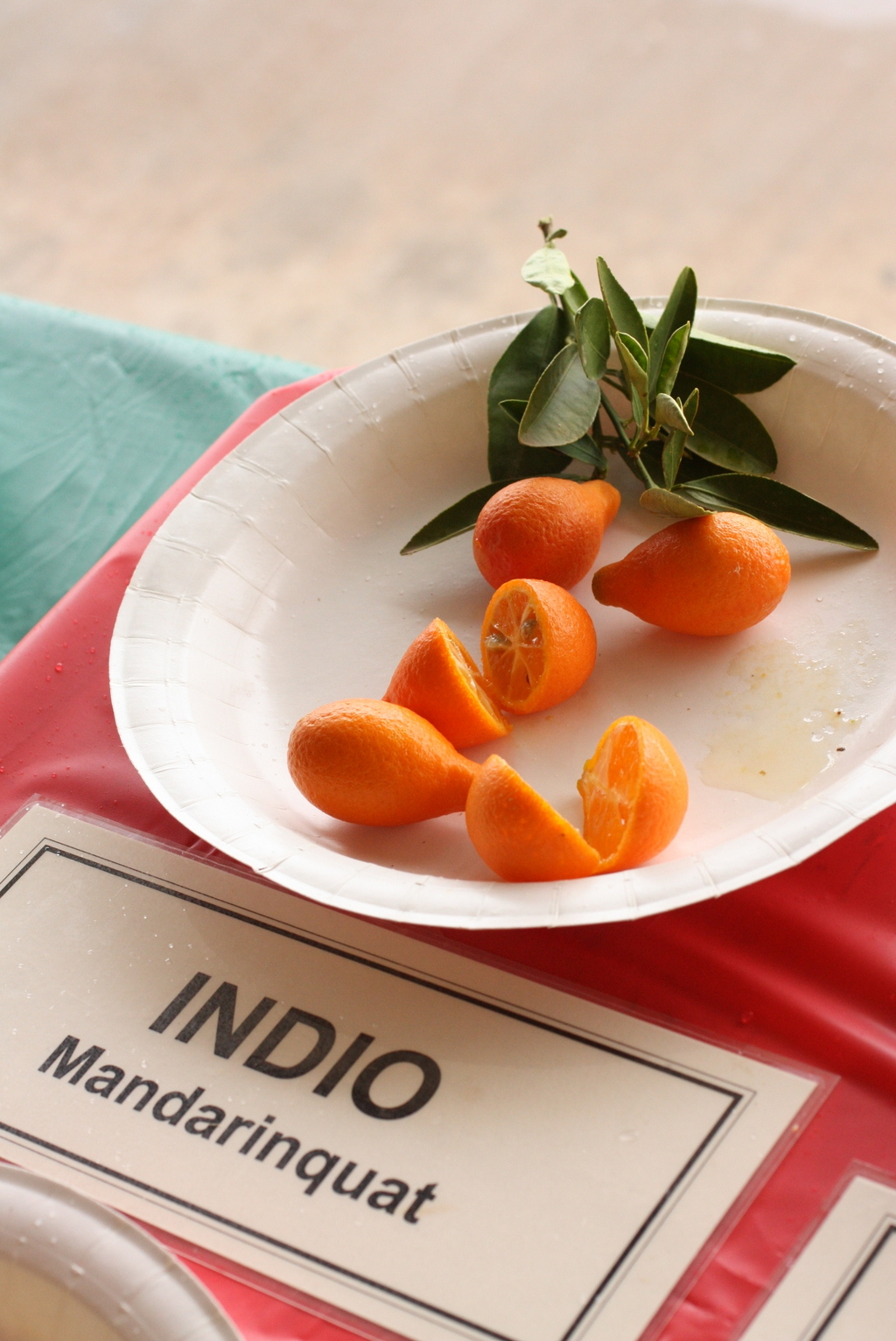
Плоды оранжеквата

Оранжекват — цитрус, гибрид мандарина уншиу и гавайской разновидности кумквата («Meiwa kumquat»), созданный американцем Юджином Мэем и введенный в культуру 1932 году.
Цветение обычно происходит в летние месяцы. Плодоношение дерева менее обильно, чем у мандарина, но больше, чем у кумквата. Плоды оранжевого либо оранжевато-красноватого цвета, округлой формы, колоколообразные, гораздо крупнее, чем типичный кумкват. Кожура плодов является относительно толстой и губчатой, сладкой на вкус. За эту особенность плоды широко используются при изготовлении мармелада. Сок немного горьковатый, в процессе созревания мякоть становится более сладкой.
Плоды созревают относительно быстро, но хорошо держатся на дереве в течение нескольких месяцев — довольно морозоустойчив, может выдерживать температуры до −12 °С.